# Farnbach (Werra)
Der Farnbach ist ein 11 km langer, orografisch rechter Zufluss der Werra in Thüringen in Deutschland.

## Name
Die erste schriftliche Erwähnung findet der Bach im Jahr 1010 als Farenbahc. Als Benennungsmotiv diente vermutlich der Stier (ahd. farro).

## Verlauf
Die Quellen des Farnbaches entwässern den Südwesthang des Hauptkammes des Thüringer Waldes am Rennsteig vom Bommelhauck (685 m) über den Großen Weißenberg (742 m) bis zum Rennwegskopf (730 m) und befinden sich unterhalb des Ferienobjekts und Gaststätte Krätzersrasen.
Der Farnbach durchfließt das Thüringer Tal. In Breitungen ist der Farnbach teilweise kanalisiert.

## Besonderheiten
In der Nähe der Furt mit dem Wanderweg Gleisdreieck–Hohe Klinge, unterhalb von Atterode, kommt es zur Farnbachversickerung. In diesem Karstgebiet im Liebensteiner Zechsteingürtel konnten hydraulische Verbindungen zum Altensteiner Höhlenbach, dem Getränksloch und dem Erdfallwasser nachgewiesen werden. Damit entwässert der Farnbach teilweise über die Grumbach und die Schweina. Der Farnbach fällt teilweise ganz trocken, aus dem weitläufigen Tal wird unterhalb des Katzensteins eine enge Schlucht mit einem Rinnsal. Erst unterhalb Bairodas existiert wieder ein ständig wasserführender Bach.
Nur bei extremen Starkniederschlägen führt der Farnbach zwischen der Versickerungsstelle und Bairoda Wasser, meist mit Einschränkungen für die Bevölkerung.
Der Weiler Farnbach des Orts Breitungen, durch den der Bach fließt, hat seinen Namen durch den Bach erhalten.

## Galerie

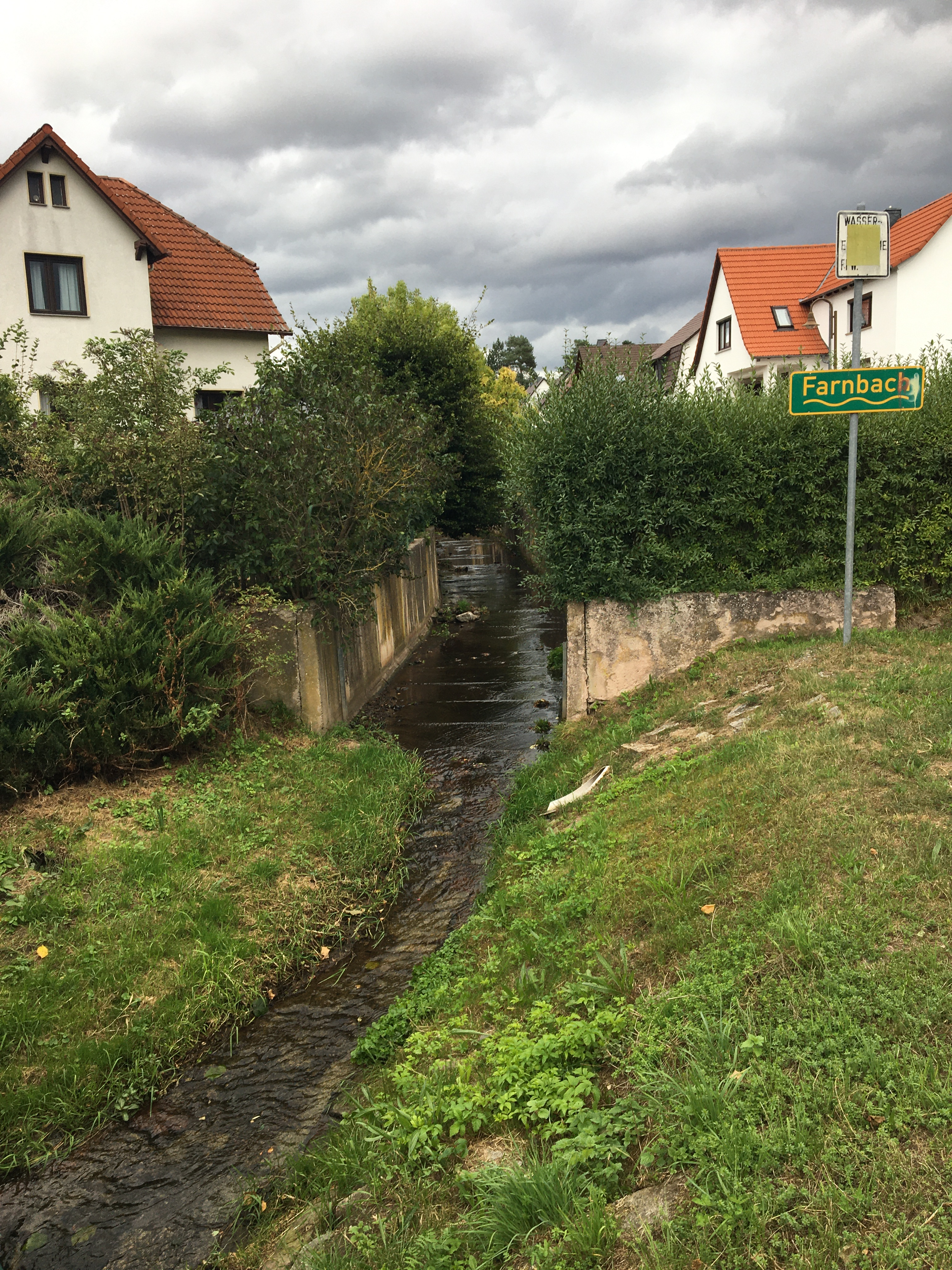
Kanalisierter Farnbach in Breitungen
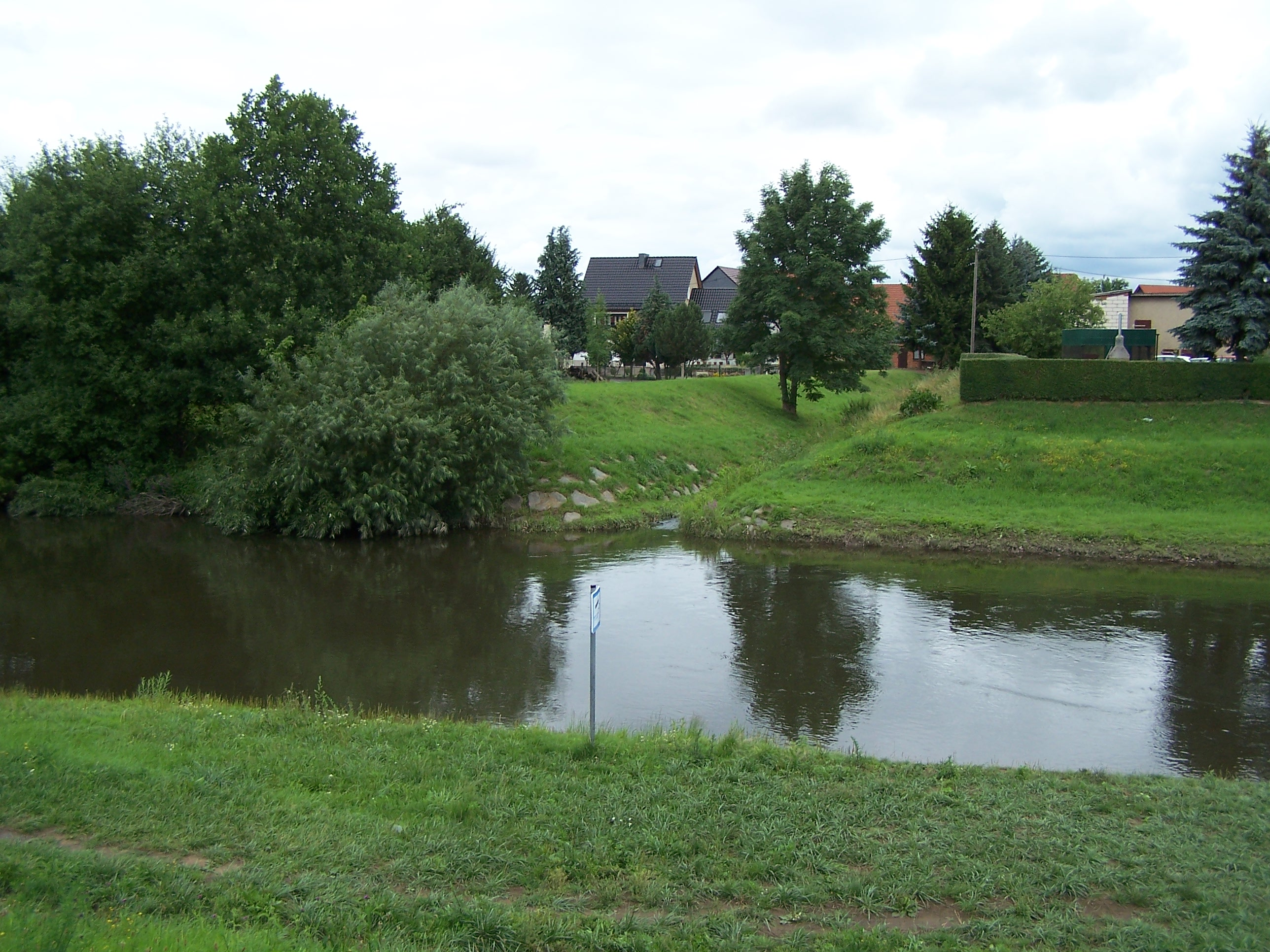
Mündung in die Werra
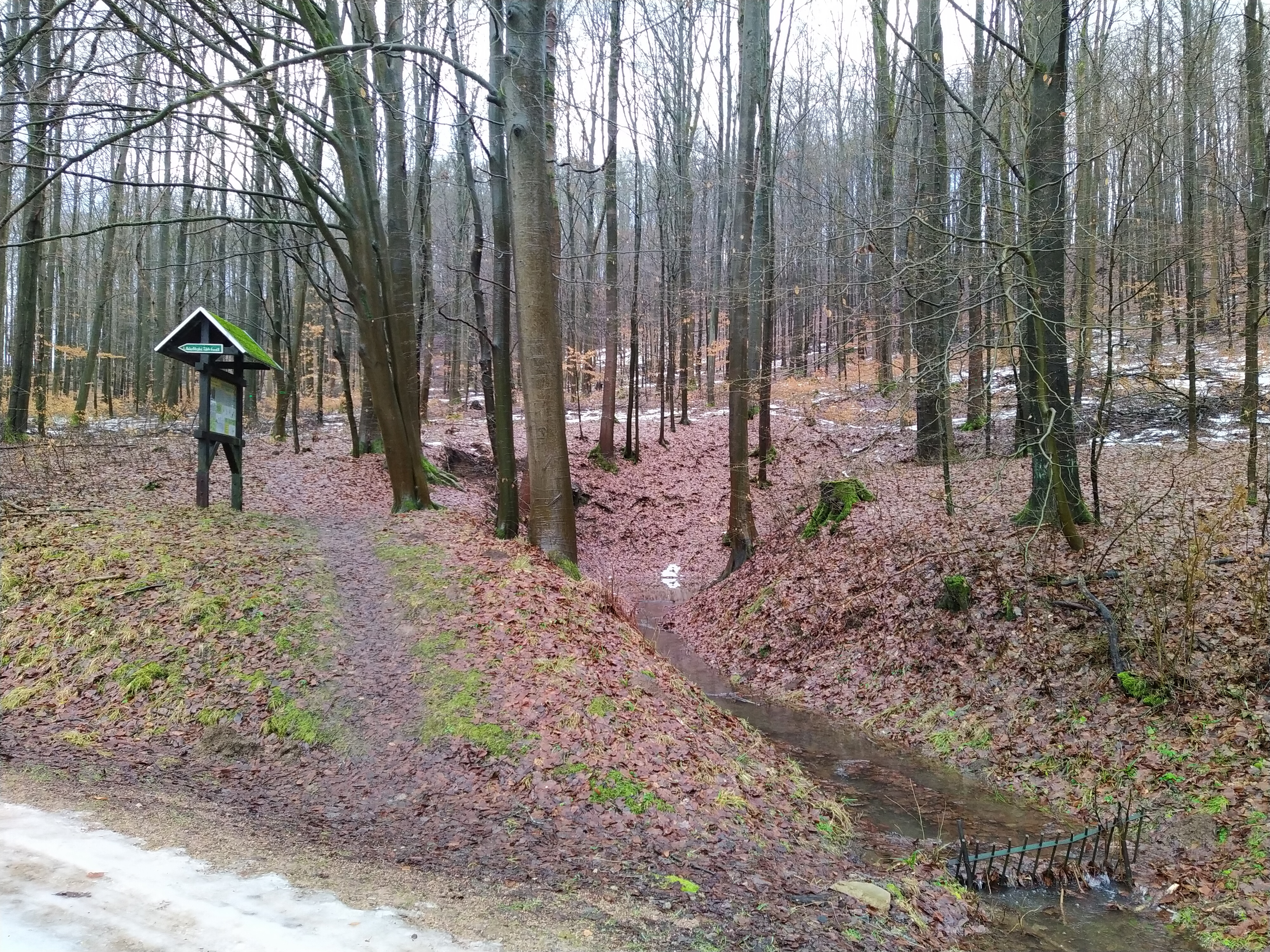
Getränksloch am Burgberg